# Сборная Теркса и Кайкоса по футболу
Сборная Теркса и Кайкоса по футболу (англ. Turks and Caicos Islands national football team) — команда, представляющая Теркс и Кайкос в международных матчах и турнирах по футболу. Управляющая организация — Футбольная ассоциация островов Теркс и Кайкос. В рейтинге ФИФА на 27 мая 2021 года занимает 206-е место. Наивысшая позиция — 158 место (февраль 2008 года).

## История
Футбольная ассоциация Теркса и Кайкоса была сформирована в 1996 году, в 1999 она присоединилась к ФИФА. Впервые сборная Теркса и Кайкоса дебютировала в официальном соревновании под эгидой ФИФА в марте 2000 года, в рамках отборочного матча к чемпионату мира 2002. По итогам двухраундового противостояния сборная Теркс и Кайкоса потерпела поражение от сборной Сент-Китса и Невиса с общим счётом 0:14. В квалификационном раунде чемпионата мира 2006 сборная Теркс и Кайкоса проиграла сборной Гаити и вылетела из розыгрыша путёвок.
Первую победу команда одержала 4 сентября 2006 года, обыграв сборную Каймановых островов со счётом 2:0.
В 2007 году ассоциация футбола Теркса и Кайкоса завершила строительство их первого стадиона, он получил название «Национальный стадион Теркс и Кайкоса». До этого события все свои домашние матчи команда проводила на нейтральном поле.

## Чемпионаты мира
- 1930 — 1994 — не существовала
- 1998 — не состояла в ФИФА
- 2002 — 2026 — не прошла квалификацию

## Золотой кубок КОНКАКАФ
- 1991 — 1998 — не участвовала
- 2000 — не прошла квалификацию
- 2002 — не участвовала
- 2003 — не участвовала
- 2005 — снялась с соревнования
- 2007 — не прошла квалификацию
- 2009 — не участвовала
- 2011 — не участвовала
- 2013 — не участвовала
- 2015 — не прошла квалификацию
- 2017 — не прошла квалификацию
- 2019 — не прошла квалификацию
- 2021 — не прошла квалификацию
- 2023 — не прошла квалификацию